# Большой Староданиловский переулок
Большо́й Стародани́ловский переу́лок (до 7 июня 1922 года — Большо́й Воскресе́нский переу́лок) — переулок в Южном административном округе города Москвы на территории Даниловского района.

## История
Переулок получил современное название по расположению на месте Старой Даниловской слободы (Малый и Средний Староданиловские переулки ныне не существуют). До 7 июня 1922 года назывался Большо́й Воскресе́нский переу́лок по храму Воскресения Словущего в Даниловской слободе (1699 год; ныне существующий храм построен в 1832—1837 годах, был закрыт в 1933—1999 годах).

## Расположение

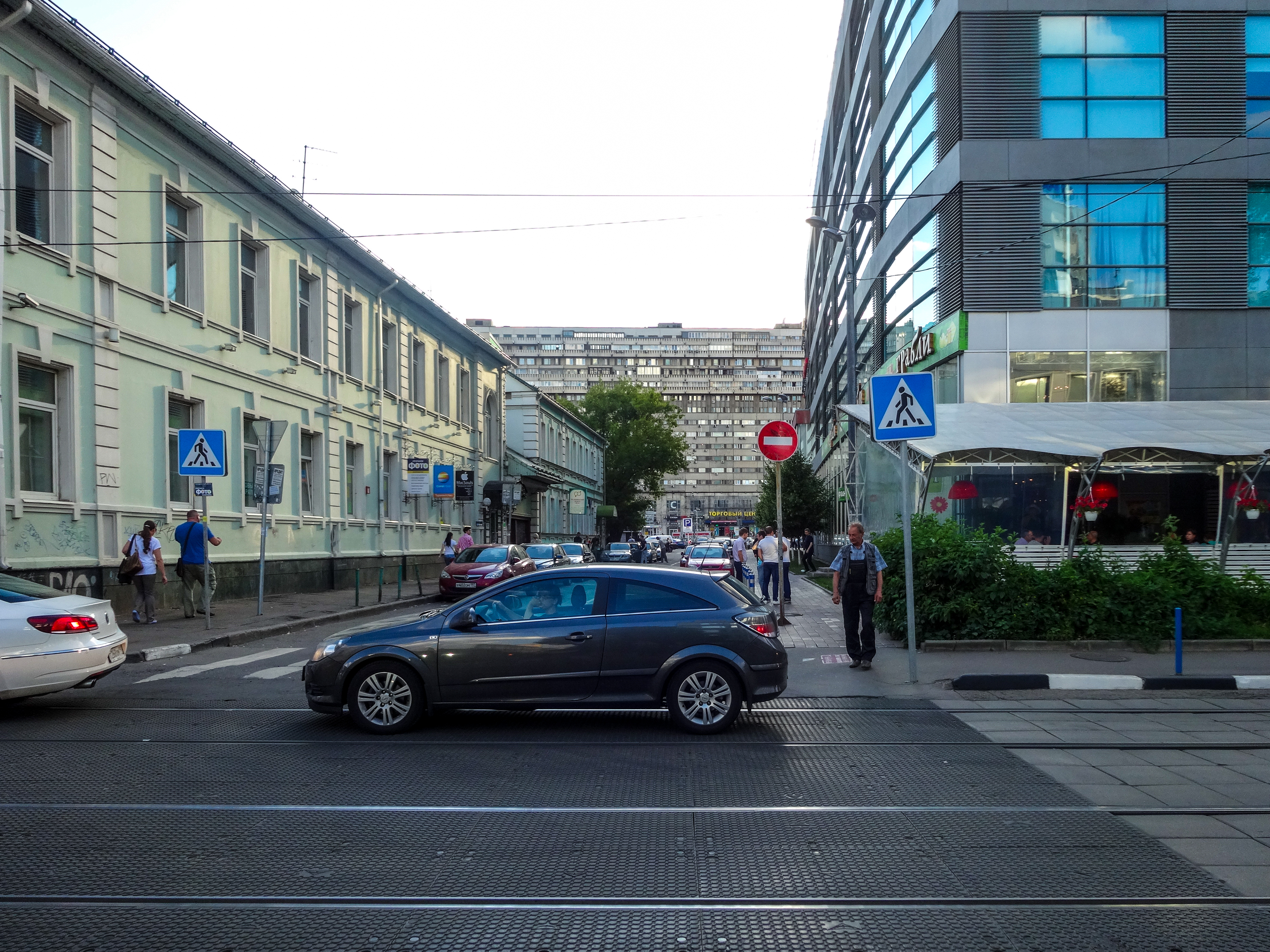
Большой Старданиловский переулок. Вид в сторону Большой Тульской улицы. Июль 2014

Большой Староданиловский переулок проходит от Большой Тульской улицы на восток до Гамсоновского переулка, пересекая Холодильный переулок.

## Примечательные здания и сооружения
По нечётной стороне:
- д. 5 — гостиница «Даниловская» Российской православной церкви.

## Транспорт

### Автобус
По Большому Староданиловскому переулку не проходят маршруты наземного общественного транспорта. У западного конца переулка расположены остановка «Станция метро „Тульская“ (северный выход)» автобусов 121, 965, е85, м9, м86, м90, м95, с799, с910, с932; н8 (на Большой Тульской улице) и остановка «Станция метро „Тульская“» трамваев 3, 47 (на Холодильном переулке).

### Метро
- Станция метро «Тульская» Серпуховско-Тимирязевской линии — у западного конца переулка, между Большой Тульской улицей и Большим Староданиловским, 1-м Тульским и Холодильным переулками.

### Железнодорожный транспорт
- Платформа Тульская Павелецкого направления Московской железной дороги — южнее переулка, между Новоданиловской набережной и Холодильным переулком.